# 斯蒂克峰
斯蒂克峰（英語：Stich Peak）是南極洲的山峰，位於瑪麗伯德地，處於梅峰和蔡平峰之間的里迪冰川西岸，海拔高度2,305米，美國地質調查局根據測量和該國海軍的空中照片繪入地圖，現時由南極條約體系管理。